# Mappamondo della pace

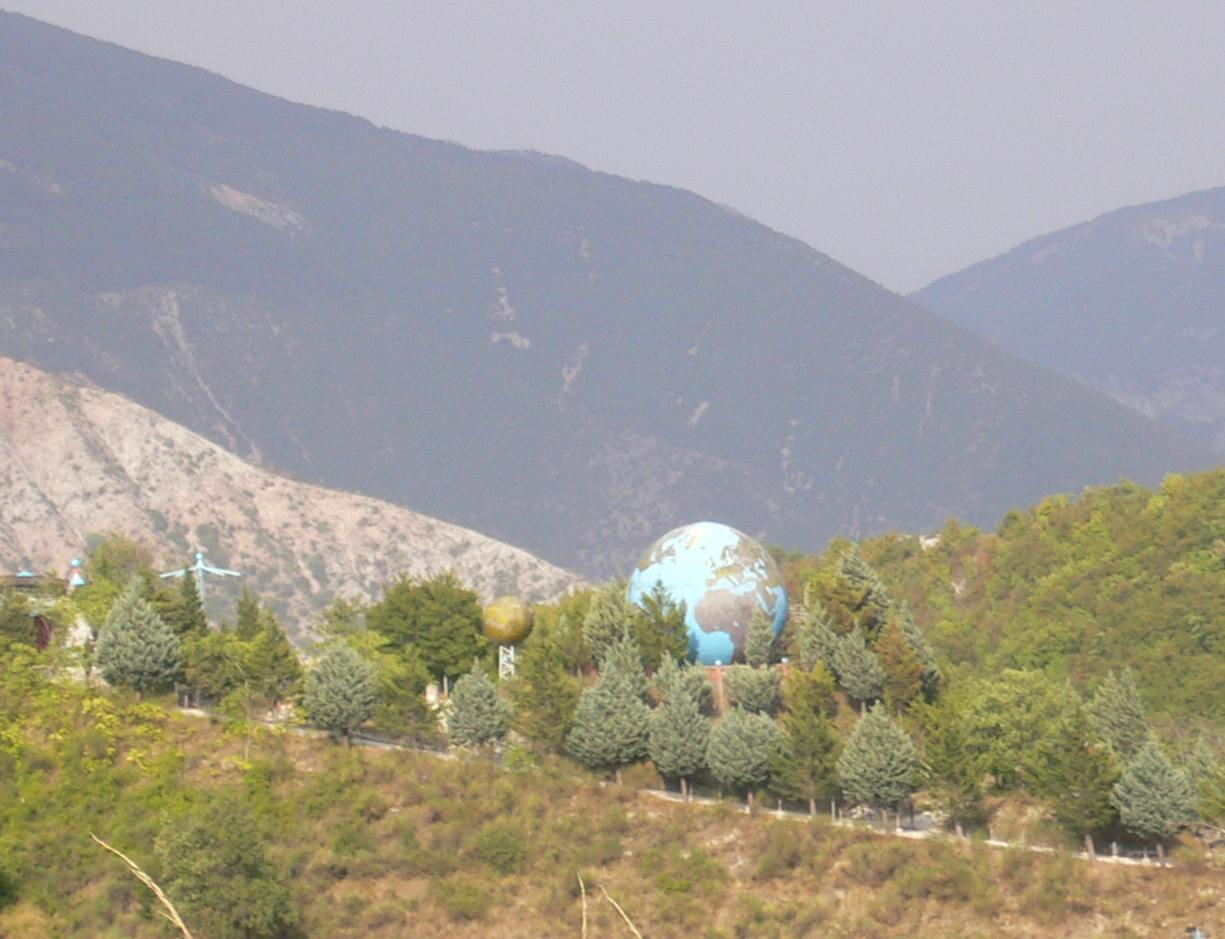
Il mappamondo della pace di Apecchio.

Il Mappamondo della pace è un globo geografico di 10 m di diametro situato in  zona collinare nei pressi di Colombara, frazione del comune di Apecchio in provincia di Pesaro e Urbino.
Per le sue eccezionali dimensioni è stato inserito nel Guinness dei primati come il più grande globo girevole del mondo fino al 1998, quando è stato superato da Eartha, un globo di 12,5 m di diametro situato negli Stati Uniti nel Maine.

## Descrizione
Il mappamondo è stato costruito su iniziativa di Orfeo Bartolucci (1924-2011), muratore e carpentiere e poi imprenditore edile di Colombara, che ha dichiarato di avere avuto l'idea di costruirlo dopo una visita al Palazzo Ducale di Venezia negli anni '70. All'interno era esposto un globo di 2 m di diametro ed egli decise di costruirne uno simile ma molto più grande. All'epoca il record di grandezza apparteneva ad un globo di 8 m di diametro nel Babson College nel Massachusetts. Bartolucci decise di superare il record con un globo di 10 m di diametro.
I lavori durarono cinque anni e l'opera fu inaugurata nel 1988 alla presenza di centinaia di persone. Gran parte dei lavori sono stati eseguiti personalmente da Orfeo Bartolucci, che lo volle chiamare "Mappamondo della pace" in auspicio alla pace tra i popoli. La struttura di sostegno è interamente in legno mentre la superficie terrestre è in fiberglass, dipinta a mano con i vari continenti. La circonferenza è di 31 metri ed il peso complessivo è di circa 180 ton. Il mappamondo può essere fatto ruotare per mezzo di due motori. All'interno si trova un'ampia esposizione di oggetti collezionati da Bartolucci, tra cui strumenti musicali ed attrezzi di lavoro usati per la costruzione dell'opera.
Dal novembre 2010 una delibera del consiglio comunale di Apecchio ne ha vietato l'accesso al pubblico per motivi legati alle normative di sicurezza. Il 27 ottobre 2012 l'amministrazione comunale ha approvato in via definitiva un piano di recupero, ma ad oggi non sono state trovate le somme necessarie per l'attuazione dei lavori.